# Dead End: Paranormal Park
Dead End: Paranormal Park ist eine amerikanische Zeichentrickserie von Hamish Steele, basierend auf seiner Reihe an Graphic Novels DeadEndia und dem zu dieser produzierten Webshort Dead End. Die Serie erschien bei Netflix in zwei Staffeln zu je zehn Episoden, die am 16. Juni und 13. Oktober 2022 veröffentlicht wurden.

## Handlung
Barney Guttman und Norma Khan bewerben sich auf ein Jobangebot im Freizeitpark von Pauline Phoenix in der Spukhausattraktion. In diesem befindet sich ein Aufzug zwischen Himmel und Hölle und haust die Dämonin Courtney, die versucht, sie einem Dämonenkönig zu opfern. Dieser fährt stattdessen in Barneys Hund Pugsley, der darauf reden und zaubern kann. In ihren Abenteuern im Park sind sie konfrontiert mit Dämonen, dem Geist von Pauline Phoenix, Pugsleys Magie und ihren romantischen Gefühlen für ihre Arbeitskollegen.

## Figuren
- Barney ist ein weißer amerikanischer Teenager mit jüdischem Hintergrund. Er ist transgender und schwul. Seine Eltern haben dies akzeptiert, haben aber nicht eingegriffen, als seine Großmutter (genannt Omilein, im Original Grammy-Gram) es nicht tut, und verteidigen, dass sie in ihrem Alter Schwierigkeiten hätte, es zu verstehen. Barney hat das Verhalten seiner Großmutter verletzt, aber auch besonders, dass seine Eltern nicht zu ihm stehen, was dazu führt, dass er aus seinem Zuhause in den Park zieht. Zusätzlich hat Barney einen jüngeren Bruder namens Patrick, der ihn sehr vermisst. Im Park verliebt er sich sofort in den Mitarbeiter Logan Nguyen und kommt mit ihm gegen Ende der ersten Staffel zusammen. Barneys heimlicher Traum ist, Wrestler zu werden, dem er in der Hölle mit Dämonen nachgehen kann.

- Norma Khan, die in der gleichen Straße wie Barney wohnt, ist eine pakistanisch-amerikanische Teenagerin. Sie ist bisexuell, hat Sozialangst und ist autistisch. Ihr Spezialinteresse ist Pauline Phoenix; sie kennt alle ihre Filme und Lieder und war als Kind jedes Jahr im Phoenix Park, weswegen sie die Gelegenheit ergreift, sich dort um einen Job zu bewerben. Im Park wird ihre beste Freundin Badyah Hassan und in der zweiten Staffel betreiben sie einen Podcast über die Dämonenjagd. Norma erkennt erst spät, dass sie Gefühle für Badyah entwickelt hat, die diese aber nicht erwidert.

- Pauline Phoenix war eine Schauspielerin und Sängerin, die mit dem Phoenix Park einen eigenen Freizeitpark (in Anlehnung an Dollywood) besitzt, dessen Bereiche auf ihren beliebtesten Filmen basieren, darunter das Spukhaus aus dem Gruselfilm Dead End. Im Verlauf finden Norma und Barney heraus, dass sie gestorben ist und als Geist ihre Imitatorinnen besetzt, um ihre Karriere weiterzuführen.

- Courtney ist zu Beginn scheinbar eine Dämonin; sie ist rothäutig, hat stumpf abgesägte Hörner und trägt goldene Fesseln um die Handgelenke. Sie sei vor fünfhundert Jahren aus der Hölle verbannt worden und lebt seitdem im Spukhaus des Parks, in dem es einen goldenen Aufzug zwischen den Ebenen von Himmel, Erde (neutrale Ebene) und Hölle gibt. Sie weiß allerdings nicht, warum sie verbannt wurde und aus welcher Ebene der Hölle sie stammt. Mit dem Dämonenkönig Temeluchus ist sie einen Deal eingegangen, dass sie ihm Menschen zum Besetzen bringt und er ihr dafür hilft, in die Hölle zu kommen. Ihre goldenen Fesseln, ihr von Engeln angelegt, verhindern aber, dass sie den Aufzug betreten kann, sodass sie erst, als diese abgenommen werden, in die Hölle fahren kann. Als die Gruppe zu einer Himmelsebene auffährt, wird enthüllt, dass sie ein gefallener Engel ist – ihre Hörner ein abgebrochener Heiligenschein.

- Pugsley ist Barneys Mops (englisch „pug“). Als im Spukhaus Temeluchus Barney besetzen will, wirft Pugsley sich dazwischen, wodurch der Hund besessen wird. Der Dämon wird zwar ausgetrieben, aber ein Teil verbleibt in ihm, wodurch Pugsley sprechen kann und magische Kräfte hat. Er trägt daraufhin einen Fes und geht manchmal auf zwei Beinen. Nachdem Temeluchus ihn vollständig verlässt, kann Pugsley zwar noch sprechen, hat aber zunächst keine Magie mehr, bis er von dem Engel Fingers in Engelsmagie trainiert wird.

- Weitere wichtige Mitarbeiter:
  - Badyah Hassan ist iranischer Herkunft und Muslima; sie trägt einen (üblicherweise gelben) Hijab und Brille. Im Park arbeitet sie als Tourguide. Sie wird Normas beste Freundin, aber als diese ihr Gefühle gesteht, erklärt Badyah, dass sie hetero ist.
  - Logan Nguyen, genannt „Logs“ ist vietnamesischer Herkunft und im Park Sicherheitsbeauftragter. Er ist schwul und wird Barneys fester Freund.
  - Barborah Winslow war Paulines Stuntdouble und bei dem Dreh dabei, bei dem Pauline gestorben ist. Pauline besetzte sie darauf als erste, was unter Fans auch zur Theorie führte, dass Barborah sich als Pauline ausgab. Sie arbeitet incognito (bis Norma ihre Identität erkennt) im Park als Hausmeisterin. In ihrem Videotestament vermacht Pauline ihr alles, sodass Barborah die neue Besitzerin des Parks wird.

- Die Dämonenkönigsfamilie: Temeluchus ist ein Geist, der andere Körper besetzt. So fährt er in Pugsley, der darauf sprechen und zaubern kann. Seine Schwester Zagan ist eine Vampirin, die Rüstung trägt und ein Schwert schwingt, und hat die Fähigkeit, andere zu versteinern. Sie will mit einer Dämonenarmee die neutrale Ebene übernehmen, doch durch die Zeit, die Temeluchus als Pugsley bei den Menschen verbringt, beginnt er, weich zu werden und sie zu mögen, sodass er sich bald gegen ihren Plan stellt. Nachdem sie wieder in die Hölle fahren, hat Temeluchus, als Pugsley ihn wieder trifft, einen menschlichen Mann mittleren Alters besetzt. Als weiteres Mitglied der Königsfamilie erscheint in der zweiten Staffel Asmodeus, der Feuer speien kann. Er ist Barneys Freund und Wrestling-Coach. Angeblich ist er Temeluchus’ Cousin, doch nachdem Norma erkennt, dass die Beziehungen der Königsfamilie keinen Sinn machen, gibt Asmodeus später zu, dass sie nur erfunden ist, um den Engeln zu zeigen, dass die Dämonen sich selbst regieren können.

- Fingers, der ab der zweiten Staffel erscheint, ist ein Engel in Gestalt einer Hand an einem sich zur Fortbewegung ausdehnenden Arm, dessen anderes Ende nicht zu sehen ist. Die Hand trägt einen weißen Handschuh über den Fingern, in dessen Handfläche sich das Gesicht befindet. Fingers kommt vordergründig auf die Erde, um Courtney wie ein Bewährungshelfer zu überwachen, und bietet zugleich an, Pugsley in Engelsmagie zu trainieren. Tatsächlich hat Fingers von seinem Boss den Auftrag, Pugsley auszubilden und zum Wächter zu machen, weil die Himmelsobersten erkannt haben, dass Pugsley das Potenzial hat, zum mächtigsten Zauberer zu werden. Erst als dieser Plan versagt, zeigt sich, dass Fingers buchstäblich der rechte Arm seines Bosses, eines Erzengels, ist, den dieser sich selbst abschneidet.

## Episodenliste

### Staffel 1
| Nr. (ges.) | Nr. (St.) | Deutscher Titel                          | Originaltitel                          | Drehbuch                         |
| --- | --------- | ---------------------------------------- | -------------------------------------- | -------------------------------- |
| 1 | 1         | Der Job                                  | The Job                                | Nicole Paglia & Hamish Steele    |
| Barney und Norma kommen für ein Vorstellungsgespräch zum Spukhaus im Freizeitpark. Dämonin Courtney will sie als Gefäße dem Dämonenkönig Temeluchus opfern, aber Barneys Hund Pugsley wirft sich dazwischen und wird stattdessen besessen. Sie können Temeluchus aber austreiben, indem sie ein Foto schießen. Danach kann Pugsley aber sprechen. Courtney stellt sie als Security/Dämonenjäger ein. |           |                                          |                                        |                                  |
| 2 | 2         | Der Tunnel                               | The Tunnel                             | Nicole Paglia & Elijah W. Harris |
| Barney und Norma bekommen eine Einführung in den Park mit den übrigen Parkarbeitern. Barney verliebt sich sofort in Logan. Pugsley bleibt versehentlich im Parkexpress und fährt damit in den Untergrund, wo er auf vergessene Maskottchenkostüme trifft. Als er sie nach oben unter Menschen bringt, scheint es, als ob sie Menschen fressen wollen, bis Barney und Norma erkennen, dass Pugsley Recht hat, dass die Kostüme nur mal wieder Menschen treffen wollen. Barney outet sich gegenüber Norma als trans und wohnt ab jetzt im Spukhaus; Courtney entdeckt, dass noch ein Teil von Temeluchus in Pugsley steckt. |           |                                          |                                        |                                  |
| 3 | 3         | Vertraut mir                             | Trust Me                               | Furquan Akhtar                   |
| Die Mitarbeiter treffen sich zum Teambildung am Strand. Dazu kommt Lifecoach Harmony, der Vertrauensübungen initiiert. Norma hat aber Sozialangst und bekommt Panik. Harmony, in Wahrheit der Dämon Harm Many, konfrontiert die Mitarbeiter mit ihren Ängsten, um sich daran zu nähren. Norma und Barney arbeiten zusammen und befreien Pugsley und Courtney. Um die übrigen zu retten, muss sich Norma persönlich ihren Ängsten stellen. Die Gruppe entdeckt, dass Pugsley dank Temeluchus auch magische Kräfte hat. |           |                                          |                                        |                                  |
| 4 | 4         | Die Nacht der lebenden Kinder            | Night of the Living Kids               | Jen Bardekoff                    |
| Barney und Norma übernehmen die Nachtschicht, bei einem Kinderübernachtung in einem Parkrestaurant aufzupassen. Barney, der sich bei seiner Familie nicht gemeldet hat, stellt fest, dass das Geburtstagskind sein Bruder Patrick ist, und versteckt sich daher in einem Kostüm. Von einem Horrorfilm Paulines inspiriert rufen die Kinder die Nachthexe, die ihren Schlaf aussaugt. Pugsley rettet sie, indem er die Taghexe beschwört. Patrick vermisst Barney, aber versteht, warum er nicht nach Hause gehen will. Courtney ist der Weg in die Hölle versperrt. |           |                                          |                                        |                                  |
| 5 | 5         | Der Albtraum vor Weihnachten im Juli     | The Nightmare Before Christmas In July | Mia Resella                      |
| Nach einem Lied Paulines wird im Park Weihnachten im Juli gefeiert. Courtney erhält eine Einladung zu einer Gameshow in der Dämonenwelt, kann dort aber nicht hin. Also nehmen Barney, Norma und Pugsley teil. Sie müssen drei Aufgaben bewältigen und haben ein Extraleben. Barney stirbt dabei, aber wird mit dem Extraleben wiederbelebt. Sie gewinnen und bringen Courtney ihren Preis mit. |           |                                          |                                        |                                  |
| 6 | 6         | Wartezeit: 22 Minuten                    | Waiting Time: 22 Minutes               | Brydie Lee-Kennedy               |
| Barney stellt sich mit Logan an einer Liebestunnel-Attraktion an; Norma mit Courtney und Pugsley in der Mitarbeiterschlange. Barney ist zu nervös, alleine mit Logan zu sprechen, und erbittet per Textnachrichten Normas Hilfe. Durch einen Zauber schlüpfen Pugsley, Courtney und Norma nacheinander in seinen Körper. In der Zwischenwelt finden Barney und Norma die verschwundene Pauline-Imitatorin Jennifer Swan und holen sie zurück. Barney zeigt sich seiner Familie. |           |                                          |                                        |                                  |
| 7 | 7         | Norma Khan: Ermittlerin für Paranormales | Norma Khan: Paranormal Detective       | Nicole Paglia                    |
| Barney trifft sich im Park mit seiner Familie. Seine Eltern erwarten Dankbarkeit dafür, dass sie ihn akzeptieren, spielen aber herunter, dass sie zugelassen haben, dass seine Oma es nicht tut. Norma ermittelt mit Badyah im Fall Jennifers und verdächtigt Paulines Stuntfrau Barborah. Sie erfahren von Courtney, dass immer wieder Imitatorinnen im Park verschwinden. Auf den Vermissten-Plakaten sind aber die Imitatorinnen, die gerade im Park arbeiten und von Pauline überwacht werden. Norma erkennt, dass die Hausmeisterin des Parks Barborah ist. Als Paulines Geist erscheint, um einen Werbespot zu zerstören, zieht Pugsleys Magie Barney, Norma, Courtney und Pugsley in den Fernseher.                                                                    |           |                                          |                                        |                                  |
| 8 | 8         | Das Pauline-Phoenix-Erlebnis             | The Pauline Phoenix Experience         | Brydie Lee-Kennedy               |
| In dem Fernseher befindet die Gruppe sich als Figuren in einem Film von Pauline Phoenix. Pugsley, Barney und Courtney erinnern sich an ihre wahre Identität und springen zwischen Filmen umher. Norma weiß zwar, dass sie in einer falschen Welt ist, will diese aber nicht verlassen, nachdem sich ihr Bild von Pauline geändert hat. Sie sehen den Werbespot, bei dessen Dreh Pauline durch einen Unfall gestorben ist, woraufhin ihr Geist Barborah besessen hat. Die Gruppe fliegt aus den Fernseher. Sie schlussfolgern, dass Pauline ihre Imitatorinnen besessen hat, um jung zu bleiben. Weil Courtney sich über Norma lustig macht, sind die anderen sauer auf sie. Pauline wiederum bietet ihr an, ihr zur Hölle zu verhelfen, wenn sie ihr einen neuen Körper gibt. |           |                                          |                                        |                                  |
| 9 | 9         | Das Phantom des Freizeitparks            | The Phantom of the Theme Park          | Hamish Steele & Jen Bardekoff    |
| Barney, Norma und Pugsley sind dank Barborah aus dem Park verbannt. Durch einen Zauber Pugsleys beginnen alle im Park zu singen. Barborah zeigt ihnen, dass gerade ein Vorsprechen für die nächste Imitatorin stattfindet. Norma nimmt daran teil, so verzaubert, dass sie wie Pauline aussieht. Sie gewinnt und wird von Pauline besessen. Barney soll sie austreiben, aber wird von Logs aufgehalten. Er überzeugt Courtney, dass Pauline sie angelogen hat. Temeluchus übernimmt die Kontrolle über Pugsley und treibt Pauline aus Norma. Seine Schwester Zagan kommt mit einer Armee aus der Hölle, befreit Courtney von ihren Fesseln, sodass sie in die Hölle fahren kann, und versteinert die Parkbesucher.                                                            |           |                                          |                                        |                                  |
| 10 | 10        | Flammendes Inferno                       | Into the Fire                          | Nicole Paglia                    |
| Pugsley erlangt die Kontrolle, aber muss aufpassen, dass Zagan das nicht merkt. Als Temeluchus Patrick vor ihr rettet, beschließt sie, die Erde an seiner Stelle übernehmen zu wollen, worauf sie gegeneinanderkämpfen. Norma leitet die Mitarbeiter, die sich im Spukhaus versammelt haben, an, die Dämonen zu bekämpfen, um Patrick zu retten. Als Zagan Barney, Logan und Patrick versteinert, bietet Pugsley sich im Tausch an. Courtney kehrt aus der Hölle zurück und gibt ihm den übrigen Teil von Temeluchus, damit dieser stärker ist und Zagan besiegen kann, die darauf mit der Armee Dämonen zurück in die Hölle geht. Temeluchus folgt ihr nach und hebt die Versteinerungen auf.                                                                                |           |                                          |                                        |                                  |

### Staffel 2
| Nr. (ges.) | Nr. (St.) | Deutscher Titel                       | Originaltitel             | Drehbuch                             |
| --- | --------- | ------------------------------------- | ------------------------- | ------------------------------------ |
| 11 | 1         | Rein ins Vergnügen                    | Take the Angels Bowling   | Nicole Paglia                        |
| Da nun bekannt ist, dass Pauline tot ist, wird ihr Testament verlesen, in dem sie den Park Barborah vermacht. Nach dem Abgang von Temeluchus und Zagan kann Pugsley zwar noch sprechen, hat aber keine Magie mehr, und Barney und Norma sollen verbliebene Dämonen zurückschicken. Während die Mitarbeiter bowlen gehen, soll Courtney auf den Aufzug aufpassen, als aus diesem ein Wesen in Form einer Hand auftaucht, das die Bowlinghalle belagert. Als es den Namen Courtney hört, stellt es sich als der Engel Fingers vor, der gekommen ist, um Courtney zu überwachen, dass sie keine überweltlichen Gesetze verletzt. |           |                                       |                           |                                      |
| 12 | 2         | Böse Zwillinge sind auch nur Menschen | Evil Twins Are People Too | Jen Bardekoff                        |
| Fingers will Pugsley wieder Zaubern beibringen, der als Training einen Kopierzauber auf einen Löffel anwenden soll. Stattdessen bewirkt er, dass böse Kopien von Norma und Barney und eine gute Kopie von Courtney erscheinen. Die böse Norma kritisiert Badyah so sehr, dass Norma in ihrer Verteidigung erkennt, dass sie in Badyah verliebt ist. Der böse Barney geht auf ein Date mit Logs, nachdem der echte Barney ihm „Ich liebe dich“ gesagt hat, was Logs schließlich erwidert. Auch erschafft Pugsley unzählige Kopien von sich selbst, die den Park fluten, bis Courtney sie in den Aufzug treibt. |           |                                       |                           |                                      |
| 13 | 3         | Die Prüfungen Barneys                 | The Trials of Barney      | Elijah W. Harris                     |
| Barney schleicht sich nachts mit dem Aufzug in die Hölle, um – selber als Dämon verkleidet – mit Dämonen als Wrestler zu trainieren. Sein Trainer Asmodeus hat ihn zu einem Qualifikationsmatch für die Liga angemeldet. Zu Pugsleys Überraschung sind die anderen auch dafür. Erst im Ring stellt sich heraus, dass Asmodeus sein Kampfgegner ist. Der hat durch das Training den Vorteil, Barneys Angriffe zu kennen. Erst als Barney dem Publikum enthüllt, dass er ein Mensch ist, (was unter den Dämonen nur Asmodeus wusste), kann er das Blatt vorerst wenden, aber letztlich gewinnt Asmodeus. |           |                                       |                           |                                      |
| 14 | 4         | Die Eltern sind zum Essen da          | Eat the Parents           | Furquan Akhtar                       |
| Barneys Eltern möchten seine Freunde und besonders Logs kennenlernen. Also lädt er sie zum Kaffee in das Spukhaus und mahnt die Gruppe, sich von ihrer besten Seite zu zeigen. Diese machen daraus aber ein besonderes Dinner. Norma benutzt ein Dämonenbuch über Etikette und Courtney serviert nach einem Rezept daraus eine Suppe, durch die alle die Gedanken der anderen hören. Das Rezept kommt in Wahrheit, der damit ihre Unsicherheiten offenlegt und so wiederaufersteht. Aber sie können ihn gemeinsam überwinden, indem sie offen miteinander sprechen. |           |                                       |                           |                                      |
| 15 | 5         | Die Fahrt seines Lebens               | The Ride of a Lifetime    | Brydie Lee-Kennedy                   |
| Pugsley hat einen sich wiederholenden Traum von einer Bedrohung durch einen brennenden Kreis am Himmel und will von nun die anderen besonders beschützen. Beim Riesenradfahren hängt Logan an seinem Handy, statt sich mit Barney zu unterhalten, und Norma versucht, Badyah ihre Gefühle zu gestehen, die aus Nervosität ablenkt. Als es gefährlich wird, schafft Pugsley, die Zeit anzuhalten und zurückzudrehen. So startet er die Fahrt immer wieder neu und verändert etwas, aber nichts führt zu einem guten Ergebnis. Als er zu weit dreht, landet er am Ende der Welt, wo er einen anderen Engel sieht. Wieder zurück gibt er auf und lässt die Geschehnisse geschehen, da Barney und Norma ihm sagen, dass Paare manchmal streiten, und dass Norma selbst entscheiden will, wenn sie Badyah ihre Gefühle gesteht. Als sie es tut, antwortet diese, dass sie hetero ist. |           |                                       |                           |                                      |
| 16 | 6         | Supersüße 1600                        | My Super Sweet 1600       | Mia Resella                          |
| Fingers schickt die Gruppe zur Höllenebene 8, wo sie dämonische Übertretungen stoppen sollen. Dort angekommen sehen sie, dass Zagans Geburtstagsparty stattfindet. Barney amüsiert sich mit Asmodeus, Badyah versucht, Norma und Zagan zu verkuppeln, Pugsley trifft Temeluchus wieder und Courtney folgt einem Dämon, der nach ihrer Art aussieht. Da erscheint der Engel, der Wächter, und schickt die Dämonen ins Engelgefängnis und die Gruppe wieder ins Spukhaus. Weil Norma noch nicht wieder nur Badyahs Freundin sein kann, kündigt sie. |           |                                       |                           |                                      |
| 17 | 7         | Lasst die Puppen tanzen               | All Dolled Up             | Jen Bardekoff                        |
| Zuhause ist Norma schnell davon genervt, dass noch überall Fanartikel von Pauline sind, und verstaut diese auf dem Dachboden. Logs kommt vorbei, um sich ihren Seance-Kasten auszuleihen. Norma spricht sich ihm gegenüber aus und gesteht, dass sie bisexuell ist. Derweil will eine von Paulines Geist besessene Puppe Normas Mutter als Körper übernehmen. Nachdem Logs gegangen ist, können Norma und ihre Mutter Pauline aufhalten, indem sie den Park auf dem Dachboden für sie nachbauen. Normas Mutter akzeptiert ihre Bisexualität und Norma kehrt zum Park zurück. |           |                                       |                           |                                      |
| 18 | 8         | Die andere Seite                      | The Other Side            | Mia Resella                          |
| Während Norma nicht da ist, will Barney die Leitung des Teams übernehmen. Da fällt ihm ein Kronleuchter auf den Kopf und er stirbt. Als Geist trifft er im Spukhaus weitere Geister des Parks, die ihm helfen wollen zu akzeptieren, dass er tot ist. Nachdem ein Erweckungszauber Pugsleys nicht gelingt, sondern nur den Körper in einen Zombie verwandelt, trifft Pugsley auf Fingers, der ihm für einen Deal einen anderen Zauber zeigt. Als die anderen Geister es fast geschafft haben, dass Barney bereit ist, zur anderen Seite zu gehen, machen die anderen ihn durch eine Seance sichtbar und Pugsley kann ihn durch den Zauber zurückholen. Im Gegenzug muss Pugsley mit Fingers Richtung Himmel auffahren. |           |                                       |                           |                                      |
| 19 | 9         | Nach oben                             | Going Up                  | Nicole Paglia & Divya Sachdeva-Malde |
| Barney, Norma und Courtney fahren zu Ebene 4, wo das Engelsgefängnis ist. Sie treffen darin auf den Wächter und werden von ihm in Zellen gesperrt; Norma zusammen mit ihrem bösen Zwilling, Barney mit Asmodeus und Courtney in einen Raum mit anderen Dämonen ihrer Art. Sie erfährt, dass sie gefallene Engel sind und gezwungen werden, für die Engel zu arbeiten. Sie zettelt eine Revolution an und öffnet alle Zellen. Barney hat Pugsleys Fes, in dem dieser die Zauberkräfte versteckt hat. Der Hut zeigt ihnen nun, wo Pugsley ist. Während Barney gegen den Wächter kämpft, gehen Norma und Courtney in den Raum, wo Pugsley von Fingers gefoltert wird. Fingers will ihm gerade die Bedeckung des Wächters aufsetzen; dem Wächter ist sie im Kopf heruntergefallen und Barney sieht, dass dieser Pugsley ist. |           |                                       |                           |                                      |
| 20 | 10        | Die Prüfung des Wächters              | The Watcher’s Test        | Hamish Steele                        |
| Der Wächter zeigt Barney, dass es in der Zukunft einen Krieg zwischen Engeln und Dämonen geben werde, den er aufhalten könnte, was aber die Erde zerstörte. Barney nutzt Pugsleys Zauberkräfte in dem Fes, um durch die Zeit zu reisen. Norma und Courtney können Pugsley befreien und wie die übrigen Gefangenen vor Fingers in den Aufzug fliehen. Nachdem sie die Dämonen nach unten geschickt hat, kommt Fingers im Aufzug und ergreift die übrige Gruppe. Barney reist durch Ereignisse der vorigen Episoden, aber wird vom Wächter verfolgt. Schließlich landet er bei dem Zeitpunkt, als seine Eltern ihm den Welpen Pugsley geschenkt haben. Er zeigt diesem Welpen den Wächter, sodass Pugsley Angst vor dem hat, was aus ihm wird. Gerade als Fingers Pugsley die Kopfbedeckung des Wächters aufsetzt, erscheinen Barney und der Wächter in der Gegenwart. Pugsley und der Wächter stellen sich gemeinsam gegen Fingers, aber erkennen, dass sie nur gewinnen, indem sie sich opfern. Dadurch dass Pugsley stirbt, hat Fingers versagt, ihn zum Wächter zu machen, und wird daher von seinem Boss abgeschnitten und stirbt so auch. Einige Zeit später eröffnet Norma das Spukhaus als Attraktion neu und Barney fährt mit Logan weg, seine Trauer zu verarbeiten. Norma geht in die Hölle und schlägt Temeluchus und Zagan vor, sich gegen die Engel zu verbünden. |           |                                       |                           |                                      |

## Synchronisation
Die deutschsprachige Synchronisation entstand durch TV+Synchron nach Dialogbüchern von Michael Herrmann. Dialogregie führte in der ersten Staffel Jeffrey Wipprecht und in der zweiten Staffel Daniela Riedis. Die musikalische Leitung hatte Christian Menzel inne.
Figuren mit einem D am Namen sind Dämonen; mit einem E Engel.
| Rolle               | Originaler Sprecher | Deutscher Sprecher | Episoden                   |
| Hauptfiguren        | Hauptfiguren        | Hauptfiguren       | Hauptfiguren               |
| ------------------- | ------------------- | ------------------ | -------------------------- |
| Barney Guttman      | Zach Barack         | Christian Zeiger   | 1–20                       |
| Norma Khan          | Kody Kavitha        | Lina Rabea Mohr    | 1–20                       |
| CourtneyD/E         | Emily Osment        | Esra Vural         | 1–20                       |
| Pugsley             | Alex Brightman      | Konrad Bösherz     | 1–20                       |
| Nebenfiguren        |                     |                    |                            |
| Pauline Phoenix     | Clinton Leupp       | Christian Gaul     | 1, 4–11, 17–18, 20         |
| TemeluchusD         | Alex Brightman      | Bernd Vollbrecht   | 1–3, 5, 9–10, 16, 20       |
| Roxie Guttman       | Kaitlyn Robrock     | Silvia Mißbach     | 1, 3–4, 7, 9–10, 14, 19–20 |
| Swati Khan          | Natasha Chandel     | Nora Kunzendorf    | 1–3, 17                    |
| Jennifer Swan       | Natasha Chandel     | Julia Bautz        | 1, 6–7                     |
| Badyah Hassan       | Kathreen Khavari    | Daniela Molina     | 2–5, 7, 9–13, 15–16, 18–20 |
| Logan „Logs“ Nguyen | Kenny Tran          | Tim Schwarzmaier   | 2–4, 6, 9–15, 17–20        |
| Josh                | Patrick Stump       | Nicolas Rathod     | 2–3, 6, 9–10, 15           |
| Vince               | Cee Nelson          | Tom Raczko         | 4, 7, 9, 20                |
| Patrick Guttman     | Tucker Chandler     | Theodor Genschow   | 4, 7, 9–10, 14             |
| ZaganD              | MJ Rodriguez        | Peggy Pollow       | 5, 9–10, 16                |
| HoxD                | Tom Lenk            | Dirk Stollberg     | 5, 10, 13, 16              |
| Barborah Winslow    | Karen Maruyama      | Christin Marquitan | 7–9, 11, 13, 16, 20        |
| Saul Guttman        |                     | Rainer Doering     | 7, 14                      |
| Der WächterE        | Alex Brightman      | Tim Moeseritz      | 10, 14–16, 19–20           |
| FingersE            | Jamie Demetriou     | Klaus-Peter Grap   | 11–16, 18–20               |
| ValD                | Shondalia White     | Jenny van der Wall | 12–13, 16, 20              |
| AsmodeusD           | Taylor Gibson       | Daniel Welbat      | 13, 16, 19–20              |

## Produktion und Ausstrahlung
Dead End stammt von Hamish Steele, der selbst schwul und autistisch ist. Er brachte zuerst 2013 einen Webkurzfilm Dead End als geplanten Pilot heraus, aus dem sich aber keine Serie entwickelte. Steele formte aus der Geschichte darauf einen Webcomic getitelt DeadEndia, den er ab 2014 veröffentlichte. Diese erschienen ab 2018 auch als gedruckte Graphic Novels. Nachdem er in den Zwischenjahren als Animator und Comic-Künstler arbeitete, pitchte er 2019 die Idee erneut an Netflix und wurde Showrunner der Serie. Netflix bestellte die Serie im Juli 2020 zur Produktion durch Blink Industries. Laut Steele, der selbst nicht transgender ist, gab es von Netflix keinen Widerstand gegen die LGBT-Präsentation. Im Team wurden Berater zu Transgender-Themen und auch unter den Autoren, Storyboard-Artists und Synchronsprechern Trans-Personen eingesetzt. Die Hauptrolle spricht Zach Barack, der 2019 durch eine Rolle in Spider-Man: Far From Home der erste Trans-Schauspieler im Marvel Cinematic Universe wurde. Weitere LGBT-Personen in der Besetzung sind etwa Drag Queen Miss Coco Peru, Trans-Schauspielerin MJ Rodriguez und der schwule Wrestler Taylor Gibson. Sänger Patrick Stump der Band Fall Out Boy, der auch eine Rolle spricht, komponierte die Musik der Lieder in der Musical-Episode, die von Steele geschrieben wurden, während die übrige Filmmusik der Serie von Julian Guidetti stammt.
Nach zwei Staffeln, die im Juni und Oktober 2022 erschienen waren, setzte Netflix die Serie im Januar 2023 ab, obwohl für eine dritte Staffel bereits ein Autorenraum eingerichtet war. Die Serie endet so mit einem Cliffhanger; ein dritter Band der Graphic Novels soll die Geschichte um Barney und Norma zum Ende bringen.

## Rezeption
In Kritiken werden die Repräsentation und das Drehbuch gelobt, das die Ernsthaftigkeit der Diversität mit den verrückten Abenteuern ausgleiche. Reuben Baron von Paste kritisiert die Animation, die besser sein könnte. Kristy Puchko von Mashable bezeichnet die Serie als „dynamischen und herzerwärmenden Abenteuercartoon, der zugleich stolz LGBT ist,“ und „spannende neue Abenteuerserie voller Liebe, Horror und Figuren zum Gernhaben“. Für Charles Pulliam-Moore von Verge ist sie ein „strahlendes Beispiel dafür, welche Magie queere Künstler wirken können, wenn ihnen die Mittel und Freiheit gegeben werden, ihre eigenen Geschichten zu erzählen.“

### Nominierungen
- 2023 GLAAD Media Awards als Herausragendes animiertes Kinder- und Familienprogramm
- 2023 Dorian TV Awards als Beste Animationsserie